# 앤서니 뤼비바
앤서니 루이비바(Anthony Ruivivar, 1970년 11월 4일 ~ )는 미국의 배우이다.

## 출연 작품
- 로스트 캣 코로나 (2017)
- 프리퀀시 (2016)
- Larry Gaye: Renegade Male Flight Attendant (2015)
- 특수기동대: 악의 말살 (2012)
- 컨트롤러 (2011)
- 플레이 데드 (2009)
- 트로픽 썬더 (2008)
- 스위밍 (2000)
- 러브 이즈 매직 (1999)
- 하이 아트 (1998)
- 스타쉽 트루퍼스 (1997)
- 레이싱 (1996)
- 늑대 개 2 (1994)

### 텔레비전
- 트래블러 (2007)
- 척 (2007)